# Bairro Pite
Bairro Pite (Bairo Pite, Bairro Pité, Bairropite) ist ein osttimoresischer Suco im Verwaltungsamt Dom Aleixo (Gemeinde Dili) der Landeshauptstadt Dili.

## Geographie

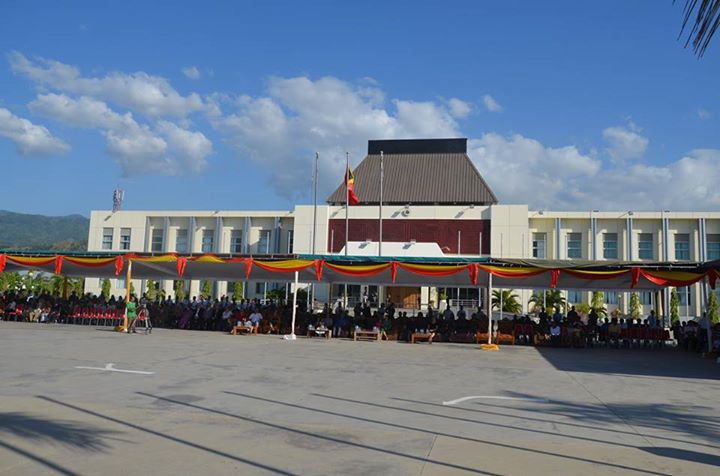
Präsidentenpalast Osttimors

Bairro Pite liegt im Osten des Verwaltungsamts Dom Aleixo. Nördlich liegen die Sucos Kampung Alor und Fatuhada, westlich der Suco Comoro und südwestlich der Suco Manleuana. Im Osten und Süden grenzt Bairro Pite an das Verwaltungsamt Vera Cruz mit seinen Sucos Motael, Vila Verde und Dare. Entlang der Ostgrenze von Bairro Pite fließt in der Regenzeit der Maloa.
Der Suco wurde nach der Unabhängigkeit Osttimors aus den Sucos Nazare, 12 Novembro, Naroman, Isolado und Moris Dame gebildet. Vor der Gebietsreform 2015 hatte Bairro Pite eine Fläche von 6,64 km². Danach waren es 8,91 km². 2017 wurden Teile Bairro Pites dem neuen Suco Manleuana zugeschlagen. Dazu gehörten auch die Aldeias Lau-Lora, Lisbutac (Lesibutak), Manleu-Ana, Mundo Perdido und Ramelau. Zum Suco Bairro Pite gehören nun die 26 Aldeias 5 de Outubro, Andevil, Avança (Avanca), Bita-Ba, Buca Fini, Efaca, Fatumeta, Frecat, Fuslam, Haburas, Hale Mutin, Laloran, Licarapoma, Moris Ba Dame, Niken, Rainain (Rai Nan), Ribeira Maloa, Rio de Janeiro, Ruin Naclecar, Tane Timor (Tanetimor), Teki-Teki, Terus Nanis, Timor Cmanec, Transporte Air Timor (T.A.T.), We Dalac und Xamatama.
Im Norden liegen die Stadtteile Ailoklaran (Ailok Laran), Ailoklaran do Sul (ehemals Ailoklaran Selatan), Bairro Pite, Fatumeta, Hudilaran (Tetum für „Bananenhain“), Kakaulidung und Perumnas.
Der Nordteil des Sucos ist dichter besiedelt, als der Süden, der noch über freie Flächen verfügt und mit Hügeln bereits deutlich höher liegt. Neben der Escola Primaria No. 4 Bairro Pite in Rio de Janeiro gibt es im Suco fünf weitere Grundschulen, darunter die Escola Primaria Ailoklaran, die Escola Primaria Hudilaran und die Escola Primaria No. 10 Perumnas. Außerdem gibt es hier eine Sekundärschule und die Prä-Sekundärschule Escola Pre-Secondaria No. 4 Fatumeta. Weitere öffentliche Einrichtungen sind der Hauptstützpunkt des Batalhão de Ordem Pública (BOP) der Nationalpolizei Osttimors (PNTL), und die von Dan Murphy 1999 gegründete Bairro Pité Clinic. Der Präsidentenpalast des Landes liegt an der Stelle, wo bis zur Unabhängigkeit ein Hubschrauberlandeplatz war. An der Avenida Nicolau Lobato befindet sich das Verteidigungsministerium Osttimors und der Generalstab der Verteidigungskräfte Osttimors. In Andevil befindet sich die Agentur für Nationale Entwicklung ADN (tetum Ajensia de Dezenvolvimentu Nasional, portugiesisch Agência de Desenvolvimento Nacional). Das Gebäude beherbergte auch das zwischenzeitlich bestehende Ministerium für Projekte und strategische Investitionen. In der Aldeia Efaca liegt das Dili Institute of Technology (DIT). Im Stadtteil Fatumeta liegen außerdem das Instituto Filosofia e Teologia Dom Jaime Garcia Goulart (ISFIT), das Priesterseminar Peter und Paul (Seminário Maior de Fatumeta), und die Einrichtungen des Medienunternehmens Suara Timor Lorosa’e Corporation.

## Einwohner
In Bairro Pite leben 34.289 Einwohner (2022), davon sind 17.314 Männer und 16.975 Frauen. 26.621 von ihnen wohnen in einer urbanen Umgebung, 7.668 im ländlichen Teil des Sucos. Im Suco gibt es 6.022 Haushalte. Über 96 % der Einwohner geben Tetum Prasa als ihre Muttersprache an. Minderheiten sprechen Mambai, Makasae, Fataluku, Bunak, Beáikeno oder Tetum Terik.

## Geschichte

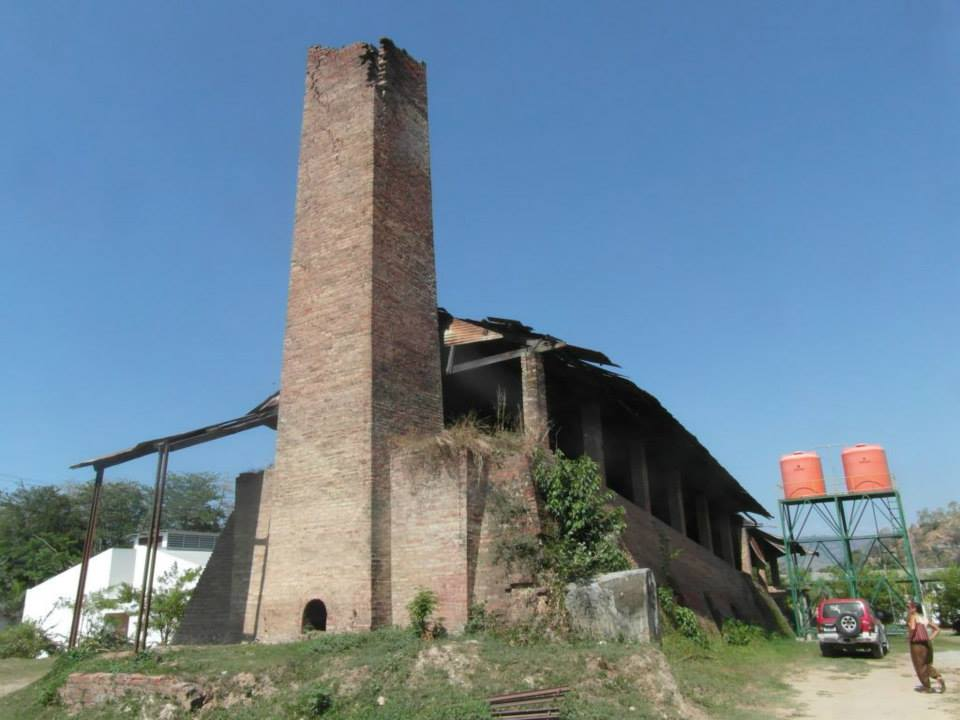
Alte Ziegelfabrik in Fatumeta

Am 8. Dezember 1975 exekutierten indonesische Soldaten, während der Invasion Dilis 17 Osttimoresen in Ailoklaran am Maloa.
Am 29. Mai 1997 fanden Wahlen statt, bei denen Vertreter Osttimors für das indonesische Parlament gewählt werden sollten. Im Umfeld kam es landesweit zu mehreren Attacken auf die indonesische Besatzungsmacht und ihre Unterstützer. In Bairro Pite gaben sich 14 Jugendliche an der Wache der mobilen Polizeibrigade (Brimob) am 28. Mai als Wähler aus und eröffneten plötzlich das Feuer. Fünf Polizisten wurden verwundet, von den Angreifern starben fünf. Mehrere Widerstandskämpfer wurden verhaftet.
Während der Unruhen in Osttimor 2006 mussten viele Familien auch in Bairro Pite aus ihrem Heim fliehen.

## Politik
1997 wurde der spätere Staatssekretär für Fischerei Eduardo de Carvalho Chefe de Suco von Bairro Pite.
Bei den Wahlen von 2004/2005 wurde João Baptista da Costa Belo zum Chefe de Suco gewählt und 2009 und 2016 in seinem Amt bestätigt.